# Славянское (Полесский район)
Славянское — посёлок в Полесском районе Калининградской области. Входит в состав Тургеневского сельского поселения.

## Население
| 2002 | 2010 |
| ---- | ---- |
| 879  | ↗887 |

## История
26 января 1945 года Прониттен был взят войсками 3-го Белорусского фронта. В 1946 году переименован в поселок Славянское.